# 開一夫
開 一夫（ひらき かずお 1963年 - ）は、計算機科学の研究者、東京大学大学院総合文化研究科広域科学専攻教授。博士（工学）（課程）。

## 経歴・人物
富山県出身。
1986年東京理科大学理工学部経営工学科卒業、1993年慶應義塾大学大学院理工学研究科修了。

## 主な所属学会
- 日本認知科学会
- 赤ちゃん学会
- 子ども学会

## 主な受賞
- 日本認知科学会研究分科会賞 (1996年、国内)